# Lino Lakes
Lino Lakes è un comune (city) degli Stati Uniti d'America, nella Contea di Anoka, nello Stato del Minnesota.